# عالم جبروت
عالم جبروت (عربی: عالم الجبروت) اصطلاحی در کیهان‌شناسی اسلامی است که پایین‌تر از عالم لاهوت و بالاتر از عالم ملکوت و عالم ملک قرار دارد. به جبروت، عالم عقل محض، خالی از اجسام و صورت و مدت گفته می‌شود.